# Budvanski statut
Budvanski statut je srednjovjekovni statut grada Budve.  Nastao je 1346. godine. Sadrži građansko-pravne odredbe i gradu je osiguravao znatnu samoupravu. 1650. je  Kristofor Ivanović na talijanskom napisao Budvanske anale, a tri godine poslije objavio Budvanski statut koji je izvorno bio pripremljen 1442. godine.
Važan je pravna pravnopovijesni pisani spomenik. Uz Kotorski, jedan od od najznačajnijih spomenika te vrste s područja Crne Gore. Premda su ga brojni znanstvenici proučavali, nikad to nisu napravili u cjelini. Najvrijedniji prinos dao je povjesničar dr Ilija Sindik u članku Odnos grada Budve prema vladarima iz dinastije Nemanjića. Obradio je neka opća pitanja u svezi s cijelim statutom te nekoliko prvih poglavlja svojstvenih odnosu grada Budve prema državi Nemanjića.

## Vanjske poveznice
- Montenegrina Statut Budve